# Театры Вологды
Театры Вологды — театры различных жанров и направлений на территории города Вологды. Начало творческой деятельности первых вологодских театральных трупп относится к XVIII веку, на сегодняшний день в Вологде насчитывается пять профессиональных театров. Помимо театральных коллективов, словом «театр» также принято называть сами здания для театральных постановок.

## Первые постановки
Первые театрализованные представления в Вологде стали даваться в XVIII веке учащимися духовной семинарии с поощрения Святейшего Синода, так как считалось, что публичные выступления должны способствовать развитию ораторских навыков у будущих священников. Согласно исследованиям краеведа проф. Р. М. Лазарчук, первые представления состоялись предположительно в 1786 году. В качестве помещения использовалось здание, принадлежавшее приказу Общественного призрения (сейчас улица Галкинская, 1), в котором в 1786 году было открыто Главное народное училище, а в 1804 году — Вологодская мужская гимназия. Содержал театр при гимназии некто Петров, в конце XVIII века в нём были поставлены комедии Д. И. Фонвизина «Недоросль», «Хвастун», «Модная лавка», драма «Рекрутский набор», пьеса А. А. Шаховского «Казак-стихотворец», а также комические оперы «Мельник», «Сбитеньщик». Первый вологодский театр просуществовал до сентября 1819 года, когда занимаемое им помещение было передано в собственность Вологодской мужской гимназии.
Позднее труппа под руководством Лотоцкого играла спектакли в небольшом арендуемом доме на улице Кирилловской (сейчас улица Ленина). По воспоминаниям современников, актёры там играли небрежно, и несмотря на популярность, он всё же «расстроился через несколько лет».

## Театры как самостоятельные учреждения
В 1841 году в Вологде был открыт театр под руководством Н. И. Иванова, известного ярославского актёра и антрепренёра, которого пригласил в Вологду В. А. Кокорев, купец и меценат, торговавший в Ярославле. Спектакли давались в собственном доме В. А. Кокорева. Основой репертуара были водевили. В 1842 году была поставлена опера «Волшебный стрелок». Со временем, по воспоминаниям Н. И. Иванова, дом В. А. Кокорева был снова отдан под жильё, а в городе был построен «настоящий театр», где ему «привелось в разное время антрепренёрствовать два раза»".
По данным краеведа А. Я. Бунцельмана, в период с 1843 по 1849 годы в Вологде театра не было.
С 1849 года в Вологде работает театр, основанный Б. К. Соловьёвым. В наши дни он носит имя Вологодского драматического театра. Здание находилось на Гостинодворской улице (сейчас — часть проспекта Победы) напротив удельной конторы (нынешнего педагогического училища). Это здание сгорело в 1859 году.
Новое здание театра было построено в 1863 году на Большой Архангельской улице (сейчас — улица Чернышевского), на месте дома Грачёва, рядом с домом Зубова (Братства Всемилостивого Спаса).
В 1874 году антрепренёр П. Ф. Рамес, итальянец по национальности, обратился к властям с ходатайством об отводе участка под новый театр. Место было выделено на восточном краю Парадной площади (сейчас на этом месте стоит дом по улице Зосимовской, 5). Зал театра вмещал до 600 зрителей. После отъезда Рамеса театр перешёл во владение вологодского помещика А. П. Набалова. В 1897 году здание перешло во владение города. Этому театру посвящены первые театральные рецензии А. В. Луначарского, отбывавшего в Вологде политическую ссылку в 1902—1904 годах.
В 1904 году в Вологде открылся Пушкинский народный дом, в котором, среди прочего, устраивались любительские спектакли. В 1906 году здание было разгромлено и сожжено черносотенцами. Было уничтожено сценическое оборудование, декорации, музыкальные инструменты, более 10 тысяч книг в библиотеке.
В 1932 году в восстановленное здание Пушкинского народного дома переехал драматический театр. В 1974 году он переехал в новое здание на углу Советского проспекта и Зосимовской улицы.
В 1937 году создан кукольный театр «Теремок». В 1966 году он занял перестроенное здание церкви Зосимы и Савватия Соловецких.

### Эпоха Нусса
В 1962 в Вологду приехал работать Яков Нусс. В 1962-74 гг. он возглавлял Вологодский драматический театр. Именно под руководством Нусса драмтеатр удостоен высокой награды — ордена «Знак Почёта». При театре был открыт филиал Школы-студии МХАТ.
В 1976 году в Вологде по инициативе Нусса был создан Вологодский областной театр юного зрителя, который разместился в здании Пушкинского народного дома. 
В 1989 году был открыт Вологодский Дом актёра. Он разместился в старинном особняке, реставрацией которого руководил Нусс.

### Современный этап
С 1991 года в Вологде проводится Международный театральный фестиваль «Голоса истории». В 2012 году фестиваль прошёл в одиннадцатый раз.
В 1999 году спектакль ТЮЗа «Кармен» стал номинантом Национальной театральной премии «Золотая маска». В том же году группа актёров театра во главе с Яковом Рубиным создала Камерный драматический театр.
В 2001 году по итогам конкурса «Окно в Россию», проводимого газетой «Культура», из 39 профессиональных театров Вологодский ТЮЗ был признан лучшим профессиональным театром страны.
В 2009 году в Вологде актёром Всеволодом Чубенко создан «Свой театр».
В феврале 2012 года актёр Всеволод Чубенко стал начальником Департамента культуры и охраны объектов культурного наследия Вологодской области.

## Список
1. Вологодский государственный драматический театр
2. Вологодский театр для детей и молодёжи (ТЮЗ)
3. Театр кукол «Теремок»
4. Камерный Драматический театр
5. ОккервильТеатр
6. Детский музыкальный театр
7. Свой театр
8. Театр тупого актёра
9. Театр-студия «Подросток»
10. Молодёжный экспериментальный театр-студия «Сонет»
11. Театр-студия «Гармония»
12. Молодёжный православный театр-студия «Благовест»
13. Театр-студия «Визави»

- Вологодский Драмтеатр
- Вологодский ТЮЗ
- Театр «Теремок»
- Камерный драматический театр